# Enzo Tiezzi
Enzo Tiezzi (* 4. Februar 1938 in Siena; † 25. Juni 2010 ebenda) war ein italienischer Chemiker (Physikalische Chemie).
Tiezzi studierte Chemie an der Universität Florenz mit dem Laurea-Abschluss  und befasste sich von dieser Zeit an besonders mit Kernresonanzspektroskopie (NMR). Zu seinen Lehrern gehörten Giorgio Piccardi (1895–1972), ein Schüler von Walther Nernst, und  Enzo Ferroni (1921–2007). Er unterrichtete vier Jahre an der Universität Cagliari und war 1966/67 mit einem Fulbright-Stipendium in den USA bei dem Physiker Sam Weissman und dem Biologen Barry Commoner. Nach der Rückkehr habilitierte er sich 1968 in Physikalischer Chemie und war ab 1970 Professor in Siena. 
Er befasste sich wie sein Lehrer Piccardi mit oszillierenden chemischen Reaktionen und hatte Kontakte zur Brüsseler Schule von Ilya Prigogine und wandte dessen Theorie dissipativer Systeme an.
In den 1980er Jahren war er Teil einer internationalen Gruppe von Wissenschaftlern (wie Ilya Prigogine), die sich für nachhaltige Entwicklung einsetzten und er war in dieser Zeit auch öffentlich als Kernkraftgegner aktiv und setzte sich allgemein für Umweltbelange ein.  Er befasste sich auch mit komplexen dynamischen Systemen in Ökologie (wo er den Begriff Confined Ontic Open Systems, kurz COOS mit Reminiszenz an die Geburtsinsel von Hippokrates, prägte) und Ökonomie und veröffentlichte auch in den Wirtschaftswissenschaften (z. B. ein Vorschlag eines neuen Wirtschaftsindikators ISEW).
Von ihm stammen über 500 wissenschaftliche Aufsätze und 20 Bücher, darunter einige populärwissenschaftliche. Er veröffentlichte auch mit seiner Frau Nadia Marchettini.
2004 erhielt er die Blaise-Pascal-Medaille und die Mangia d’Oro der Stadt Siena.

## Schriften
- Tempi storici, tempi biologici, Garzanti, 1984
- Bugie, silenzi, grida. La disinformazione ecologica in un’annata di cinque quotidiani, con Carla Ravaioli, Garzanti, 1989;
- Il capitombolo di Ulisse, Feltrinelli, 1991;
- Entropia e dintorni, con S. Ulgiati, Giunti, 1991;
- I limiti biofisici del pianeta, con G. Carli, Giunti, 1991;
- L'energia, con S. Ulgiati, Giunti, 1992;
- Il problema demografico, con N. Rossi, Giunti, 1992
- L'equilibrio. I diversi aspetti di un unico concetto, CUEN, 1995;
- Fermate il tempo. Un'interpretazione estetico-scientifica della natura, Raffaello Cortina Editore, 1996;
- mit Nadia Marchettini: Oltre l'illuminismo. Ecologia, civiltà, sviluppo, CUEN, 1996;
- La bellezza e la scienza, Raffaello Cortina Editore, 1998
- La più bella storia del mondo, Marcos y Marcos, 1998
- mit Nadia Marchettini: Che cos'è lo sviluppo sostenibile? Donzelli, 1999
- mit R. Cassigoli: I venti e la rotta. Dialogo sulla terra nel XXI secolo, Polistampa, 2000
- Tempi storici tempi biologici. Vent'anni dopo, Donzelli, 2001
- mit  Federico M. Pulselli, Simone Bastianoni, Nadia Marchettini: La soglia della sostenibilità. Ovvero quello che il Pil non dice, Donzelli, 2007